# Paraclinus marmoratus
Paraclinus marmoratus är en fiskart som först beskrevs av Steindachner, 1876.  Paraclinus marmoratus ingår i släktet Paraclinus och familjen Labrisomidae. Inga underarter finns listade i Catalogue of Life.